# 湯浅桑月
湯浅 桑月（ゆあさ そうげつ、1878年8月28日 - 1929年7月16日）は、日本の画家。名は茂、初号は茂胤。徳島県徳島市幟町出身。
謡曲家・湯浅小太由の次男として、徳島市幟町に生まれる。住吉派の佐香美古に日本画を学び、兄弟子に山本鼎湖、須木一胤がいる。19歳の時大阪へ出て深田直城、中山芦月に師事した。さらに土佐、狩野、円山、南宗の諸大家と交流し、一派を立てる。1904年（明治37年）徳島に帰り、大工町に住み画筆を揮う。画風は新しい写生派の日本画で、人物、花鳥、山水、その他いずれも達筆、徳島県内に多くの作品が残っている。
幸流の小鼓を生駒信近に学び、奥義を伝えられた。大正九年、大島寿太郎を迎え、能の研究団体「喜陽会」を組織し研究を重ね、1927年（昭和2年）教授の免状を得る。
1927年（昭和4年）7月16日没。52歳。